# Bankhaus Gebr. Martin

Früheres Logo der Bank (bis 2012)

Die Bankhaus Gebr. Martin Aktiengesellschaft ist ein deutsches Kreditinstitut mit Sitz in Göppingen.

## Geschichte
Das Bankhaus wurde am 1. April 1912 durch die Brüder Carl und Gustav Martin gegründet. Nach dem Zweiten Weltkrieg wurde das Bankhaus Gebr. Martin 1948 als Außenhandelsbank anerkannt. 1962 wurde der erste Computer in Betrieb genommen – bis heute erfolgt die Datenverarbeitung im Hause. 1969 trat die Bank dem Einlagensicherungsfonds der privaten Banken bei.
Am 1. Januar 2001 wurde die Bank, die bis dahin in der Rechtsform der Offenen Handelsgesellschaft geführt wurde, in eine nicht börsennotierte Aktiengesellschaft umgewandelt. Alle Aktien befinden sich in der Hand der Familie Martin.